# Anicet Kassi
Anicet Kassi (7 de abril de 1992) es un deportista marfileño que compite en taekwondo.
Ganó dos medallas en los Juegos Panafricanos, en los años 2015 y 2023, y tres medallas en el Campeonato Africano de Taekwondo entre los años 2012 y 2016.

## Palmarés internacional
| Juegos Panafricanos | Juegos Panafricanos               | Juegos Panafricanos | Juegos Panafricanos |
| Año                 | Lugar                             | Medalla             | Categoría           |
| ------------------- | --------------------------------- | ------------------- | ------------------- |
| 2015                | Brazzaville (República del Congo) | Medalla de bronce   | –74 kg              |
| 2023                | Acra (Ghana)                      | Medalla de bronce   | –87 kg              |
| Campeonato Africano |                                   |                     |                     |
| Año                 | Lugar                             | Medalla             | Categoría           |
| 2012                | Antananarivo (Madagascar)         | Medalla de oro      | –74 kg              |
| 2014                | Túnez (Túnez)                     | Medalla de bronce   | –74 kg              |
| 2016                | Puerto Saíd (Egipto)              | Medalla de bronce   | –74 kg              |